# Club Olimpia
Der Club Olimpia ist ein Sportverein aus Asunción, der Hauptstadt von Paraguay. Bekannt ist der Verein vor allem für seine Fußballmannschaft, aber auch Basketball, Futsal und Handball werden im Verein erfolgreich gespielt.

## Fußball
Der Klub wurde am 25. Juli 1902 von William Paats gegründet und ist somit der erste offizielle Klub aus Paraguay und auch der erfolgreichste. Die Vereinsfarben sind schwarz und weiß. Der aktuelle Präsident ist Rodigo Nogués. Seit dem 13. Februar 2024 ist Martín Palermo der neue Trainer der A-Mannschaft.
Die Heimspielstätte des Klubs ist das vereinseigene Estadio ueno Osvaldo Domínguez Dibb, das bis Februar 2024 Estadio ueno Manuel Ferreira hieß. Es hat ein Platzangebot für 23.732 Zuschauer. Bedeutende Spiele werden jedoch im größeren Estadio Defensores del Chaco ausgetragen, das Platz für 42.354 Zuschauer bietet und dessen Name an den Chacokrieg von 1932 bis 1935 zwischen Paraguay und Bolivien erinnert.
Sein Erzrivale ist der ebenfalls in Asunción beheimatete Club Cerro Porteño, gegen den der Superclásico del Fútbol Paraguayo bestritten wird. Auch große Rivalen sind der Club Guaraní und der Club Libertad, der auch die gleichen Vereinsfarben hat.

### Erfolge
Olimpia gewann bisher 47 nationale Meisterschaften, die letzte davon im Jahr 2024. Auf internationaler Ebene konnte man einmal (1980) die Copa Interamericana, einmal (1979) den Weltpokal, zweimal (1990, 2003) die Recopa Sudamericana, einmal (1990) die Supercopa Sudamericana sowie dreimal (1979, 1990, 2002) den wichtigsten südamerikanischen Vereinswettbewerb, die Copa Libertadores, gewinnen.
Der Club Olimpia ist die einzige Mannschaft, welche in jedem Jahrzehnt des Bestehens der Copa Libertadores das Finale erreichen konnte (1960, 1979, 1989, 1990, 1991, 2002, 2013). Neben dem FC São Paulo ist Olimpia der einzige Klub, der im selben Jahr sowohl die Copa Libertadores als auch die Supercopa Sudamericana gewinnen konnte (Olimpia 1990, São Paulo 1993).

### Die Siegerteams der Copa Libertadores
- 1979: Almeida, Solalinde, Paredes, Jiménez, Piazza, Torres, Kiese, Talavera, Isasi, Villalba, Aquino – Trainer: Luis Cubilla.
- 1990: Almeida, J. Ramírez, M. Ramírez, Fernández, Suárez, Guash, Balbuena, Monzón, González, Samaniego, Amarilla – Trainer: Luis Cubilla.
- 2002: Tavarelli, Isasi, Cáceres, Zelaya, da Silva, Ortemán, Enciso, Franco, Córdoba, Báez, Benitez – Trainer: Nery Pumpido.

### Ehemalige Spieler
- Juan Bautista Agüero
- Ever Hugo Almeida
- Edelmiro Arévalo
- Celso Ayala
- Julio César Cáceres
- José Saturnino Cardozo
- Roque Santa Cruz
- Rogelio Delgado
- Juan Carlos Franco
- Sergio Goycochea
- Jorge Guasch
- Victoriano Leguizamón
- Osvaldo Pangrazio
- Carlos Humberto Paredes
- Julio César Romero
- Ricardo Tavarelli
- Luis Vargas Peña
- Braian Ojeda
- Isidro Pitta
- William Mendieta
- Mateo Gamarra
- Alejandro Silva
- Néstor Camacho
- Guillermo Paiva
- Facundo Bruera
- Saúl Salcedo
- Fernando Cardozo

### Trainer
- Manuel Fleitas Solich (1942)
- Carlos Peucelle (19??–??)
- Aurelio González (195?–6?)
- Roque Máspoli (197?–7?)
- Luis Cubilla (Januar 1979 – Juni 1980)
- José Sasía (1980)
- Luis Cubilla (1982)
- Sergio Markarián (1983–1984)
- Aníbal Ruiz (1985)
- Sergio Markarián (1986)
- Aníbal Ruiz (1987)
- Luis Cubilla (Januar 1988 – Juni 1991)
- Aníbal Ruiz (1991)
- Roberto Perfumo (1992)
- Osvaldo Piazza (1992)
- Ever Hugo Almeida (Januar 1993 – Januar 1994)
- Gustavo Benítez (Januar 1994 – Dezember 1994)
- Luis Cubilla (Januar 1995 – Dezember 1999)
- Alicio Solalinde (Januar 2000 – Dezember 2000)
- Luis Cubilla (Januar 2001 – April 2001)
- Alicio Solalinde (April 2001 – Juni 2001)
- Aníbal Ruiz (Juli 2001 – Dezember 2001)
- Nery Pumpido (Januar 2002 – März 2003)
- Alicio Solalinde (März 2003 – Juli 2003)
- Luis Cubilla (Juli 2003 – Dezember 2003)
- Gustavo Benítez (August 2004 – August 2005)
- Carlos Kiese (Februar 2005 – Dezember 2005)
- Luis Cubilla (Januar 2006 – Juni 2006)
- Óscar Paulín (Juni 2006 – November 2006)
- José Saturnino Cardozo (November 2006 – März 2007)
- Alicio Solalinde (März 2007 – September 2007)
- Carlos Jara Saguier (September 2007 – Dezember 2007)
- Gustavo Costas (Januar 2008 – Juli 2008)
- Ever Hugo Almeida (August 2008 – Juli 2009)
- Carlos Kiese (Juli 2009 – November 2009)
- José Saturnino Cardozo (November 2009 – August 2010)
- Luis Cubilla (August 2010 – Dezember 2010)
- Nery Pumpido (Januar 2011 – Mai 2011)
- Gerardo Pelusso (Juli 2011 – Juli 2012)
- Gregorio Pérez (Juli 2012 – September 2012)
- José Cardozo (September 2012 – Dezember 2012)
- Ever Hugo Almeida (Januar 2013 – März 2014)
- Diego Alonso (März 2014 – Oktober 2014)
- Luis Alberto Monzón (Oktober 2014)
- Nery Pumpido (Oktober 2014 – März 2015)
- Francisco Arce (März 2015 – Februar 2016)
- Fernando Jubero (Februar 2016 – Dezember 2016)
- Pablo Repetto (Januar 2017 – Februar 2017)
- Mauro Caballero (Februar 2017 – Mai 2017)
- Ever Hugo Almeida (Mai 2017 – Oktober 2017)
- Aldo Bobadilla (Oktober 2017 – Dezember 2017)
- Daniel Garnero (Januar 2018 – November 2020)
- Néstor Gorosito (November 2020 – März 2021)
- Sergio Orteman (März 2021 – August 2021)
- Enrique Landaida (August 2021 – September 2021)
- Álvaro Gutiérrez (September 2021 – Oktober 2021)
- Julio César Cáceres (Oktober 2021 – März 2023)
- Diego Aguirre (März 2023 – Juli 2023)
- Francisco Arce (Juli 2023-Februar 2024)
- Martín Palermo (Februar 2024- aktuell)

### Ehemalige Präsidenten
- Óscar Paciello
- Marco Trovato

## Basketball
Der Club Olimpia ist auch für sein Basketball-Team bekannt, die erfolgreichste Mannschaft in der paraguayischen Basketballgeschichte mit 29 Meistertiteln in den Jahren 1937, 1942–1944, 1946–1957, 1959, 1960, 1966, 1970, 1971, 1973, 1976, 1978, 1980, 1981, 1988, 1992 und 1994.

## Futsal
Die Futsal-Mannschaft von Olimpia spielt derzeit in der obersten Futsal-Liga Paraguays.

## Handball
Die Männer des Club Olimpia spielen erfolgreich Handball. In den Jahren 2021 und 2022 nahmen sie an der Süd- und mittelamerikanischen Vereinsmeisterschaft teil.